# Nacho Redondo
Ignacio Redondo De La Rosa (Caracas, 10 de agosto de 1986) más conocido como Nacho Redondo, es un comediante y escritor venezolano, conocido por su carrera de stand-up como comediante de humor negro. También es conocido por formar parte del pódcast Escuela de Nada.

## Biografía
Nacho Redondo nació en Caracas, el 10 de agosto de 1986

### Estudios
Hizo su educación inicial en el Preescolar Tulipán, pero la primaria sin embargo se dividió en dos, siendo sus primeros tres grados cursados en el Colegio Champagnat y los restantes en el Colegio San Ignacio de Loyola. Aquí inició secundaria hasta que, a la mitad de su camino de bachillerato, se trasladó al Centro Escolar Aula Nueva, donde culminó lo que restaba de su educación media. Tuvo un corto paso por la Universidad Monteávila cursando la carrera de Comunicación Social, pero se retiró sin graduarse.

### Vida privada
El 12 de noviembre de 2021, Ignacio se comprometió en la ciudad de Nueva York con su actual esposa, la modelo y actriz mexicana Oka Giner.

## Carrera

### Televisión
Comenzó su carrera como guionista en un late night show de Venevisión Plus, Erika Tipo 11, conducido por la animadora Erika de la Vega entre los años 2012 y 2013. Luego pasó a ser parte del equipo de guionistas de La Sopa Venezuela de E! Entertainment, entre 2015 y 2016, y después fue el único guionista de los late night shows de Luis Chataing en VIVOplay y TV Venezuela, Ahora Mismo y Conectados, entre los años 2016 y 2017.
Actualmente, se encuentra trabajando en múltiples proyectos de televisión y cine para las distintas plataformas digitales disponibles.

### Radio
En 2011, Nacho comenzó en la radio como uno de los últimos integrantes del programa nocturno de la emisora HOT 94.1, llamado Templo Pagano, hasta 2012. Seguido de esto, comenzó en Circuito Líder, donde llevó a cabo El Mostacho Radio, entre 2013 y 2014, y Arroz Especial, entre 2014 y 2015. Luego pasó a formar parte de Tres Contra El Mundo, show a nivel nacional en La Mega del Circuito Unión Radio.

### Stand-Up
Desde el año 2013, Nacho ha hecho stand-up, realizando varias participaciones en No Quiero Show de José Rafael Guzmán, entre 2013 y 2015, logrando más de 150 funciones en sus dos años de duración. Al finalizar este show, Nacho estrena su primer show solo llamado Dios No Vino, con el que giró por países como Argentina, Chile, Colombia, México, España y Venezuela.Sin embargo, este último sería el show que le traería más polémica por algunos comentarios emitidos durante sus presentaciones.
Posteriormente, realizó una gira con su show Discapacitados, la cual fue una rutina que escribió a partir de las polémicas generadas en sus presentaciones anteriores de Dios No Vino. Este show se estrenó en el Miami IMPROV, de la ciudad de Miami, siendo el primer show en español en la historia del reconocido local.
A finales de 2021, comenzó una gira para presentar su show llamado Macadamia, en donde se presentó en algunas ciudades de Europa y América del Sur, finalizado dicha gira en febrero de 2022.

### Podcast
A mediados de 2018, comienza un podcast semanal de comedia llamado Escuela de Nada, que conduce junto a sus amigos Leonardo Rojas y Christopher Andrade. Este podcast se transmite a través de las plataformas YouTube, Spotify y Patreon; siendo éste uno de los podcast en español con mayor crecimiento y apoyo por parte de su público.

## Controversia porDios No Vino
El 28 de noviembre de 2017, Nacho fue envuelto en una controversia, debido al contenido sensible de su rutina de stand-up, en su show llamado Dios No Vino, luego de presentarse en el Aula Magna de la Universidad Central de Venezuela,el cual se realizó como parte del evento anual, conocido como Risas Azules, realizado en el marco del Día del Estudiante Universitario. En dicha presentación, Nacho manifestó, entre otras cosas, que:

Hay discapacidades cómicas y discapacidades pequeñas que a mí me causan demasiada risa, como a alguien que le falte un sentido; una ciega, por ejemplo. Yo fantaseo a muerte tener a una jeva que le falte algo.

La rutina de Nacho, sobre personas con discapacidades, se hizo noticia nacional e internacional, trayendo consigo mensajes de indignación de personalidades importantes del mundo artístico venezolano. Entre ellos, destacan los mensajes de Daniela Alvarado, la cual criticó la forma como se expresa Nacho en su monólogo: 

Por favor, no hables de humor negro, no existe en el mundo una manera más baja de escudarse que esa, te burlaste de las discapacidades de las personas.

En la misma tónica, la animadora Ligia Petit, en su canal de Youtube, calificó como «denigrante y miserable» el burlarse de una persona con discapacidad, además de criticar al comediante y al público que paga para verlo y reírse.
El 3 de diciembre de 2017, en un acto de conmemoración del Día Internacional de Personas con Discapacidad, realizado en el Parque del Oeste Alí Primera, la presidenta del Consejo Nacional de Personas con Discapacidad (Conapdis) y la Misión José Gregorio Hernández, Soraida Ramírez, junto con María Gabriela Vega, vicepresidenta de la Comisión de Personas con Discapacidad, en la Asamblea Nacional Constituyente, se pronunciaron en contra de Nacho Redondo, debido a la forma cómo se expresó de la gente con esta condición, con total desconocimiento de que existe una Ley que protege a esta población.
El 6 de diciembre de 2017, el Consejo Universitario de la Universidad Central de Venezuela recibió un comunicado de la Gerencia de Asuntos Estudiantiles del Vicerrectorado Académico en rechazo al monólogo de Nacho Redondo, calificándolo como «ofensivo y transgresor». Dentro de la comunicación, entre otras cosas, se expresó que:

El comediante utilizó a las personas con discapacidad como el blanco de su rutina. Es triste, además, que durante su actuación contara con la inexcusable aprobación de algunos miembros de nuestra comunidad, quienes con sus risas y aplausos contribuyeron, junto con el comediante, a naturalizar estereotipos negativos relacionados con las limitaciones o restricciones físicas o mentales de estas personas, muchos de ellos miembros de nuestra comunidad, no solo estudiantes [...]. Comportamientos como ese encierran un sentimiento adverso que predispone a actitudes de intolerancia, discriminación y exclusión, que no deben ser permitidas dentro de una universidad.

En una entrevista realizada por Luis Chataing, para su programa Conectados, Nacho se defendió de las acusaciones, asegurando que ese es el tipo de humor con el que se identifica y que realiza en sus stand up. Afirmó que:

Yo hablo de mí, de mi familia, y aunque nunca he dicho esto, mi padre era discapacitado. Era parapléjico, estaba postrado en una cama y así murió.

En este sentido, comentó que se refugió en la comedia para afrontar la situación que afrontaba su padre, su familia y él mismo, por esta condición de discapacidad, dijo el humorista, quien acotó que:

Mi único error fue llevar mi rutina a un público muy amplio.

Posteriormente, la Comisión de Apoyo al Estudiante con Discapacidad de la Escuela de Bibliotecología y Archivología (Caedeba) rechazó la intervención de Nacho, en el evento Risas Azules, donde el profesor Miguel Mendoza, directivo de Caedeba, aclaró que:

Este comediante, con su rutina, evidencia un desconocimiento del proceso apropiado de la comunicación y desconoce aspectos mínimos de la discapacidad, como es el lenguaje inclusivo, tener amigos o familiares con discapacidad no nos hace expertos o sensibilizados en el tema o nos da el derecho a ofender.

Por ello, Mendoza sostuvo que la comisión que representa rechazará públicamente intervenciones, como la de Nacho Redondo, que estén «basadas en el irrespeto, exclusión y discriminación de grupos minoritarios».
En el mismo orden de ideas, Marcelino Juárez, persona con discapacidad motora, a través de la cuenta en Instagram de la Universidad Central de Venezuela, publicó una carta abierta a Nacho Redondo, en la cual le reprocha su actitud en contra de las personas con esa condición: 

Usted podría llegar a tenerla, un hijo suyo podría igual poseerla y eso no es chiste, eso es cosa seria, de ese tipo de cosas que se respetan, ¿sabe lo que es el respeto? Me dolió mucho ver cómo mientras usted se burlaba de personas como yo, así como de chamos con parálisis cerebral o síndrome de Down, algunos estudiantes de la UCV que fueron a escucharlo lo aplaudían y reían.

El 7 de diciembre de 2017, el Consejo Nacional para las Personas con Discapacidad (Conapdis) y la Fundación José Gregorio Hernández, emitieron un comunicado dando a conocer su posición con relación a las declaraciones hechas por Nacho Redondo, donde rechazan lo dicho por él, en días pasados, durante su presentación. También señalaron que en su obra, titulada Dios no vino, Redondo «denigra y menosprecia» a todas las personas con discapacidad. Destaca en su comunicado, que dicha presentación:

Viola nuestra Constitución de la República Bolivariana de Venezuela, en su artículo 81, donde el Estado con la participación solidaria de la familia y la sociedad, les garantizará a las personas con discapacidad el respecto a su dignidad humana.

Así mismo, solicitaron a la Asamblea Nacional Constituyente (ANC):

Que sea tipificado como delito la presentación del ciudadano comediante Ignacio «Nacho» Redondo, titulada «Dios no vino», la cual promueve una cultura de odio, intolerancia y falta de respeto hacia las personas con discapacidad.

Esta misma controversia hizo que el canal del Estado, Venezolana de Televisión, emitiera múltiples comunicados en contra de Nacho, hasta llegar al punto de querer denunciarlo, por medio de la denominada «Ley contra el Odio», la cual había sido promulgada dicho año. Entre las personas que denunciaron públicamente a Nacho en televisión, destacan: Mario Silva, el programa Zurda Konducta y Diosdado Cabello. Este último afirmó: 

¡Ah porque tú eres gracioso! Ojalá tú nunca tengas que luchar para aprender, ni alguien tuyo tenga que luchar para aprender, pero no te burles de los que luchan todos los días para aprender [...]. Seguro que dice mañana que es un perseguido político, váyanse para Estados Unidos, allá si los quieren y los van a aplaudir, seguro les pagan la entrada. Así se burlan de la mujer, de los gordos, de los negros ¿por qué no se hacen una radiografía ellos si son tan perfectos?.

Debido a toda esta situación, después de que personalidades y políticos lo criticaron duramente en la televisión, y de recibir amenazas de muerte por internet, además de temores por una demanda en su contra, Redondo decide abandonar el país. El mismo afirmó que: 

Estaba aterrorizado y después sufría paranoia y temía por mi vida.

Posteriormente, Nacho se establecería en Ciudad de México, donde escribió una nueva rutina, partiendo de las polémicas generadas en Dios No Vino, la cual denominó como Discapacitados. Con dicho show, recorrió Estados Unidos y parte de Latinoamérica, siendo un espectáculo que el mismo definió como «una herramienta de rebelión». Durante sus rutinas, entre varias historias, Redondo relata chistes sobre personas con diferentes discapacidades y demás cuentos plagados de humor negro, chistes crueles y crítica social.